# Cantone di Mortagne-au-Perche
Il Cantone di Mortagne-au-Perche è una divisione amministrativa dell'arrondissement di Mortagne-au-Perche.
A seguito della riforma approvata con decreto del 25 febbraio 2014, che ha avuto attuazione dopo le elezioni dipartimentali del 2015, è passato da 14 a 33 comuni.

## Composizione
I 14 comuni facenti parte prima della riforma del 2014 erano:
- La Chapelle-Montligeon
- Comblot
- Corbon
- Courgeon
- Feings
- Loisail
- Mauves-sur-Huisne
- Mortagne-au-Perche
- Réveillon
- Saint-Denis-sur-Huisne
- Saint-Hilaire-le-Châtel
- Saint-Langis-lès-Mortagne
- Saint-Mard-de-Réno
- Villiers-sous-Mortagne

Dal 2015 i comuni appartenenti al cantone sono i seguenti 33:
- Bazoches-sur-Hoëne
- Bellavilliers
- Boëcé
- Champeaux-sur-Sarthe
- La Chapelle-Montligeon
- Comblot
- Corbon
- Coulimer
- Courgeon
- Courgeoût
- Feings
- Loisail
- Mauves-sur-Huisne
- La Mesnière
- Montgaudry
- Mortagne-au-Perche
- Parfondeval
- Pervenchères
- Le Pin-la-Garenne
- Réveillon
- Saint-Aquilin-de-Corbion
- Saint-Aubin-de-Courteraie
- Saint-Denis-sur-Huisne
- Saint-Germain-de-Martigny
- Saint-Hilaire-le-Châtel
- Saint-Jouin-de-Blavou
- Saint-Langis-lès-Mortagne
- Saint-Mard-de-Réno
- Saint-Martin-des-Pézerits
- Saint-Ouen-de-Sécherouvre
- Sainte-Céronne-lès-Mortagne
- Soligny-la-Trappe
- Villiers-sous-Mortagne